# فرودگاه کرتیرویل
فرودگاه کرتیرویل (به انگلیسی: Cartierville Airport) یک فرودگاه تعطیل است . این فرودگاه در کشور کانادا قرار دارد و در ارتفاع ۳۶٫۵ متری از سطح دریا واقع شده‌است.